# Walter Hinck

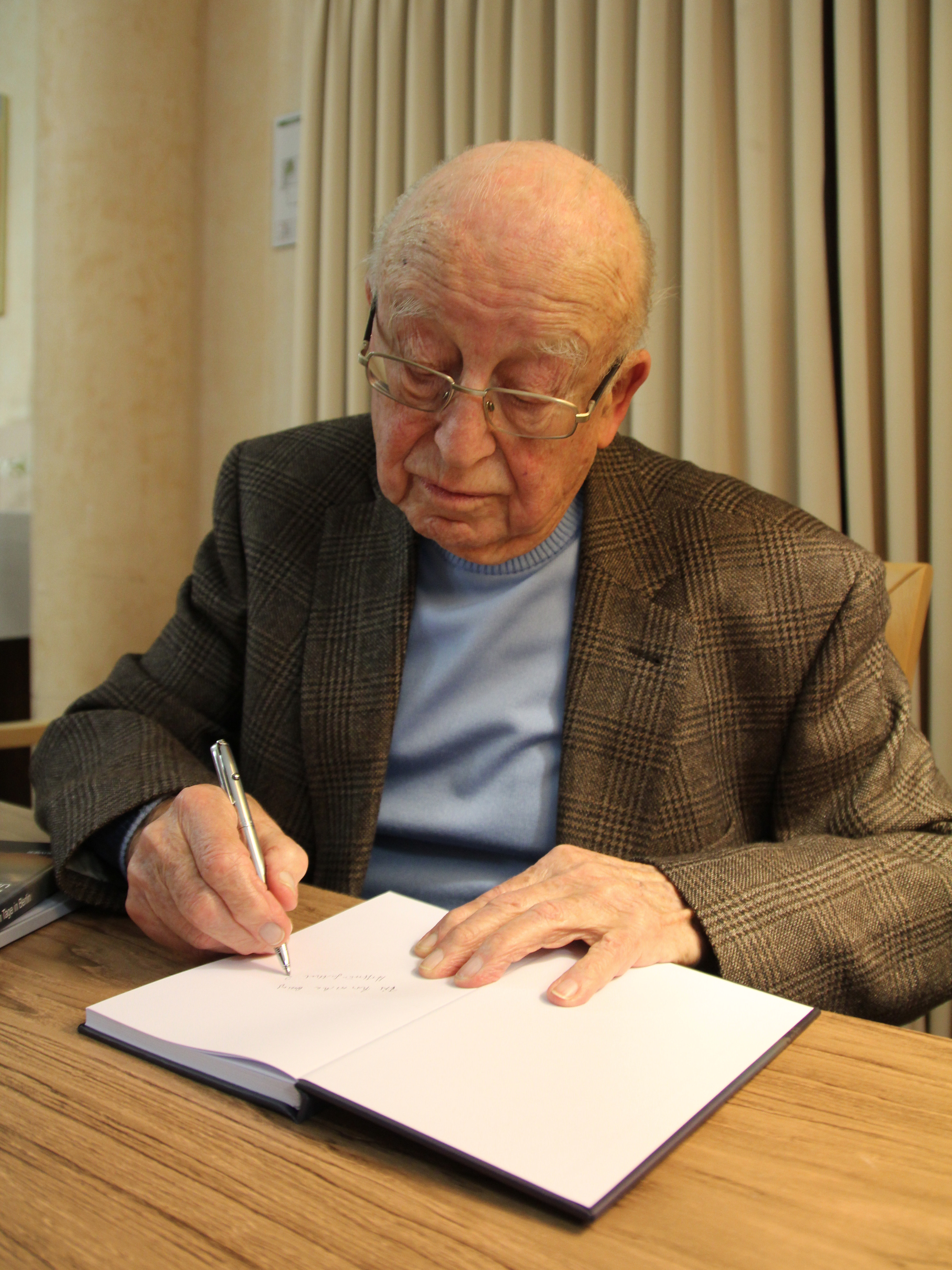
Walter Hinck (2013)

Walter Hinck (* 8. März 1922 in Selsingen; † 21. August 2015 in Landau in der Pfalz) war ein deutscher Germanist und Schriftsteller.

## Leben
Hinck diente nach seinem Abitur 1940 in der Wehrmacht und war bis 1950 in Kriegsgefangenschaft. 1956 promovierte Hinck an der Universität Göttingen und war dort von 1957 bis 1962 Wissenschaftlicher Assistent am Seminar für Deutsche Philologie. 1962 wechselte er als Assistent an die Universität Kiel, wo er sich 1964 habilitierte.
Von 1964 bis 1987 wirkte er als Professor für Neuere deutsche Sprache und Literatur an der Universität zu Köln. Seine Arbeitsschwerpunkte waren das deutsche Drama vom 18. bis zum 20. Jahrhundert und die Lyrik von der Neuzeit bis zur Gegenwart. Er war Mitglied im PEN-Zentrum Deutschland und seit 1974 Mitglied der Nordrhein-Westfälischen Akademie der Wissenschaften und der Künste. Seit 2009 war er korrespondierendes Mitglied. Hinck verfasste eine große Anzahl an Essays, aber auch erzählende Literatur.
Von 1965 bis 2010 lebte er mit seiner Frau in Rösrath. Seit 2010 lebte das Ehepaar Hinck in Landau in der Pfalz. Ihm wurden der Kasseler Literaturpreis (1992) und der Preis der Frankfurter Anthologie (2003) verliehen.

## Publikationen (Auswahl)
- Das moderne Drama in Deutschland. Göttingen 1973.
- Das Gedicht als Spiegel der Dichter. Zur Geschichte des deutschen poetologischen Gedichts. VS Verlag für Sozialwissenschaften, 1985, ISBN 3-531-07273-0.
- Germanistik als Literaturkritik. Zur Gegenwartsliteratur. Suhrkamp, Frankfurt am Main 1988, ISBN 3-518-37385-4.
- Die Wunde Deutschland. Heinrich Heines Dichtung im Widerstreit von Nationalidee, Judentum und Antisemitismus. Frankfurt am Main 1990, ISBN 3-458-16117-1.
- Theater der Hoffnung. Von der Aufklärung bis zur Gegenwart. Suhrkamp, Frankfurt am Main 1991, ISBN 3-518-37995-X.
- Walter Jens Un homme de lettres. Zum 70. Geburtstag. Kindler, 1993, ISBN 3-463-40171-1.
- Magie und Tagtraum: Das Selbstbild des Dichters in der deutschen Lyrik. Insel Verlag, 1994, ISBN 3-458-16650-5.
- Geschichtsdichtung. Vandenhoeck & Ruprecht, 1995, ISBN 3-525-01357-4.
- Das moderne Drama in Deutschland. Vom expressionistischen zum dokumentarischen Theater. Vandenhoeck + Ruprecht, 1997, ISBN 3-525-01204-7.
- Die Dramaturgie des späten Brecht. (= Palaestra. 229). Vandenhoeck + Ruprecht, 1997, ISBN 3-525-20537-6.
- Im Wechsel der Zeiten. Leben und Literatur. Bouvier, 1998, ISBN 3-416-02804-X.
- Stationen der deutschen Lyrik. Von Luther bis in die Gegenwart. Göttingen 2000.
- als Hrsg.: Jahrhundertchronik. Deutsche Erzählungen des 20. Jahrhunderts. Philipp Reclam jun., Stuttgart 2000, ISBN 3-15-050030-3.
- Goethe – Mann des Theaters. Vandenhoeck & Ruprecht, 2002, ISBN 3-525-33478-8.
- Selbstannäherungen. Autobiographien im 20. Jahrhundert von Elias Canetti bis Marcel Reich-Ranicki. Artemis & Winkler, Düsseldorf/ Zürich 2004. (Auch als Lizenzausgabe für die Wissenschaftliche Buchgesellschaft)
- Roman-Chronik des 20. Jahrhunderts. Eine bewegte Zeit im Spiegel der Literatur. DuMont, Köln 2006, ISBN 3-8321-7984-4.
- Wahrnehmung des Lebens: Vom Schreiben im Nebenberuf. Bouvier, Bonn 2008, ISBN 978-3-416-03177-6.
- Jahrgang 1922. Biographische Skizzen. Bouvier, Bonn 2011, ISBN 978-3-416-03345-9.
- Die letzten Tage in Berlin. Drei Erzählungen, Nachwort von Ulla Hahn. Bouvier, Bonn 2011, ISBN 978-3-416-03346-6.
- Gesang der Verbannten. Deutschsprachige Exillyrik von Ulrich von Hutten bis Bertolt Brecht. Reclam, Stuttgart 2011, ISBN 978-3-15-010835-2.
- Wenn aus Liebesversen Elegien werden. Über verlorene Illusionen. Zehn Erzählungen. Bouvier, Bonn 2015, ISBN 978-3-416-03381-7.